# Ralph Gore (4e baronnet)
Ralph Gore (v. 1675 - 23 février 1733) est un président de la Chambre des communes irlandaise. On se souvient surtout de lui pour la construction du château de Belle Isle (en).

## Biographie
Le titre de baronnet de Magherabegg dans le comté de Donegal, est créé le 2 février 1622 pour Paul Gore (1er baronnet) de Manor Gore, version anglicisée). Ralph est le fils aîné de Sir William Gore (3e baronnet) et de sa femme Hannah Hamilton, fille et héritière de James Hamilton de Manorhamilton et nièce de Gustavus Hamilton (1er vicomte Boyne). Ralph hérite la propriété de Manorhamilton de sa mère.
Il est nommé haut-shérif de Leitrim pour 1710 .
Il est chancelier de l’Échiquier irlandais et président de la Chambre des communes irlandaise de 1729 à 1733. Il représente Donegal Borough à la Chambre des communes irlandaise de 1703 à 1713, puis le comté de Donegal de 1713 à 1727. Il siège ensuite pour Clogher jusqu'à sa mort, en 1733.

## Famille
Il épouse en premières noces Elizabeth Colville, fille de Sir Robert Colville de Newtown, comté de Leitrim, et en secondes noces, Elizabeth Ashe, fille de St George Ashe (en), évêque de Clogher et de son épouse (et cousine éloignée) Jane St George, fille de Sir George St George de Dunmore, comté de Galway et Elizabeth Hannay. Par sa première femme, il a deux filles. Par sa deuxième épouse, il a sept enfants, dont St George Gore-St George, qui lui succède comme baronnet, mais est décédé jeune sans descendance, et Ralph Gore (1er comte de Ross).
Son grand-père a acquis Belle Island à Lough Erne : c'est Ralph qui construit le château, qui est agrandi et amélioré par son fils, le jeune Ralph.